# Središče
Središče (węg. Szerdahely) – miejscowość w Słowenii w gminie Moravske Toplice w regionie Prekmurje. 1 stycznia 2017 liczyła 45 mieszkańców.